# One Way Ticket to Hell ...And Back
One Way Ticket to Hell...and Back es el segundo álbum de la banda de rock británica The Darkness. Fue publicado el 28 de noviembre de 2005 por Atlantic Records.
El primer sencillo del álbum, "One Way Ticket", alcansó el número 8 en la lista de sencillos del Reino Unido, al igual que el segundo sencillo, "Is It Just Me?".
El bajista Frankie Poullain (que dejó la banda) dijo que la canción "Hazel Eyes" es su favorita del disco, diciendo lo siguiente: "Desafío a cualquiera a escuchar "Hazel Eyes" después de un par de copas y mantenerse en pie y no tener el de Michael Flatley". Poullain también se siente identificado con seis de las diez canciones del disco, ya que tocó esas seis canciones durante una gira antes de dejar la banda.
El título antes de publicarse era The Painstaking.
La mayor parte del sonido de bajo lo tocó Dan Hawkins, tras abandonar la banda el anterior bajista Frankie Poullain y antes de contratar al nuevo, Richie Edwards.

## Lista de canciones
1. One Way Ticket - (4:28) (Hawkins/Hawkins/Poullain)
2. Knockers - (2:45) (Hawkins/Hawkins/Poullain)
3. Is It Just Me? - (3:07) (Hawkins/Hawkins/Poullain)
4. Dinner Lady Arms - (3:18) (Hawkins/Hawkins)
5. Seemed Like A Good Idea At The Time - (3:46) (Hawkins/Hawkins/Poullain)
6. Hazel Eyes - (3:27) (Hawkins/Hawkins)
7. Bald - (5:33) (Hawkins/Hawkins/Graham)
8. Girlfriend - (2:35) (Hawkins/Hawkins)
9. English Country Garden - (3:08) (Hawkins/Hawkins)
10. Blind Man - (3:25) (Hawkins/Hawkins)

## Lado B
- "Grief Hammer"
- "Wanker" – 3:00
- "Shit Ghost" – 3:10
- "Shake (Like a Lettuce Leaf)" – 3:18

- Datos: Q1151729